# Miroslav Zavřel
Miroslav Zavřel (* 17. října 1932) je český a československý politik, po sametové revoluci poslanec Sněmovny lidu Federálního shromáždění za Občanské fórum, později za ODS a Klub angažovaných nestraníků.

## Biografie
Ve volbách roku 1990 byl zvolen za OF do Sněmovny lidu (volební obvod Jihomoravský kraj). Po rozkladu Občanského fóra přestoupil v roce 1991 do poslaneckého klubu ODS. Později v roce 1992 hlasoval s klubem KAN. Ve Federálním shromáždění setrval do voleb roku 1992.
Působil i na komunální úrovni. V komunálních volbách roku 1994 byl zvolen do zastupitelstva obce Říkovice jako bezpartijní. Mandát obhájil v komunálních volbách roku 1998. Neúspěšně kandidoval v komunálních volbách roku 2002. Uvádí se jako důchodce.